# Serviço de Atendimento Móvel de Urgência

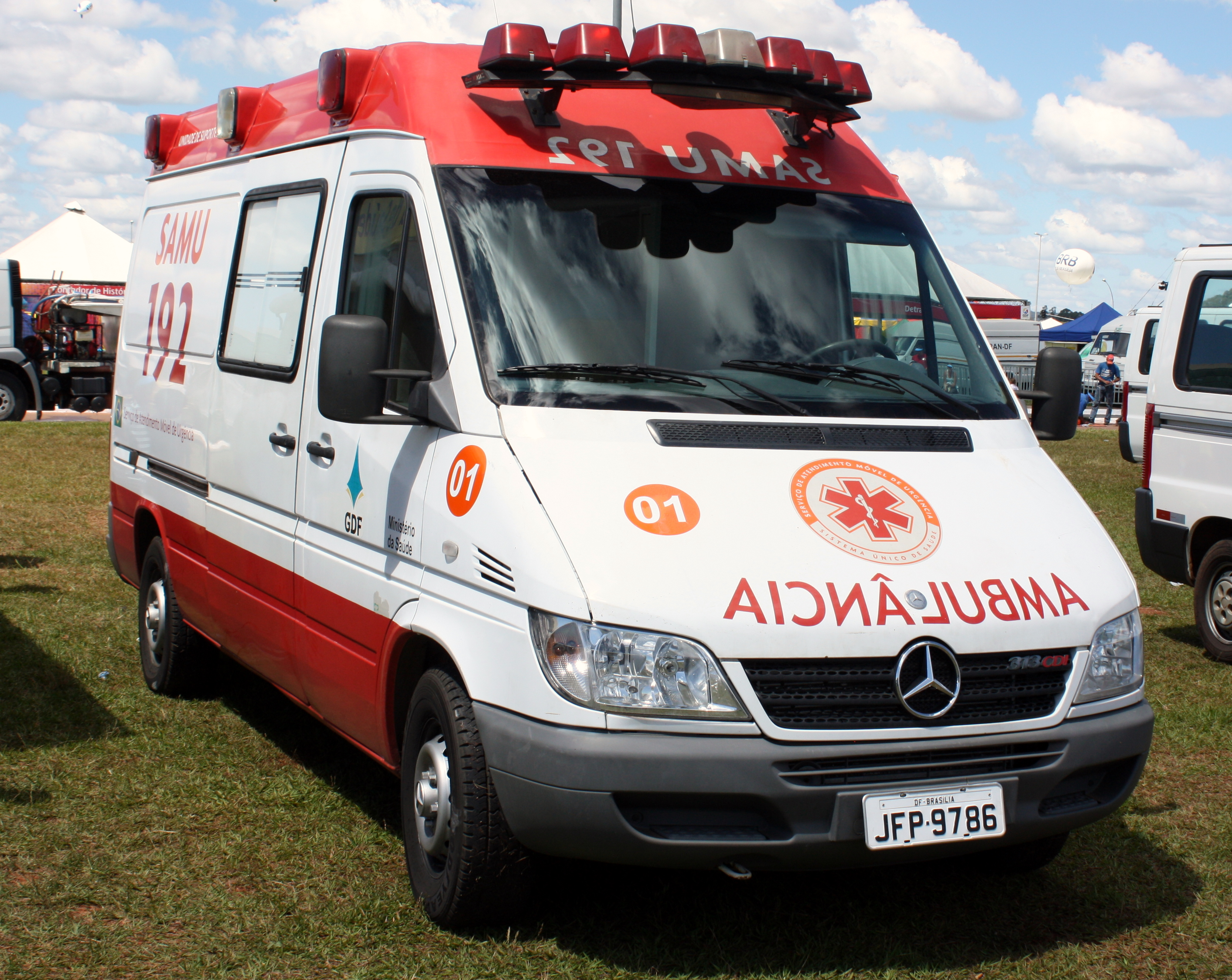
Ambulância do SAMU

O Serviço de Atendimento Móvel de Urgência (SAMU ou SAMU 192) é um serviço brasileiro de atendimento médico pré-hospitalar, acionado em casos de emergência. Foi idealizado na França, em 1986 como Service d'aide médicale urgente — que faz uso da mesma sigla "SAMU" — que é considerado por especialistas como o melhor do mundo.[carece de fontes?]

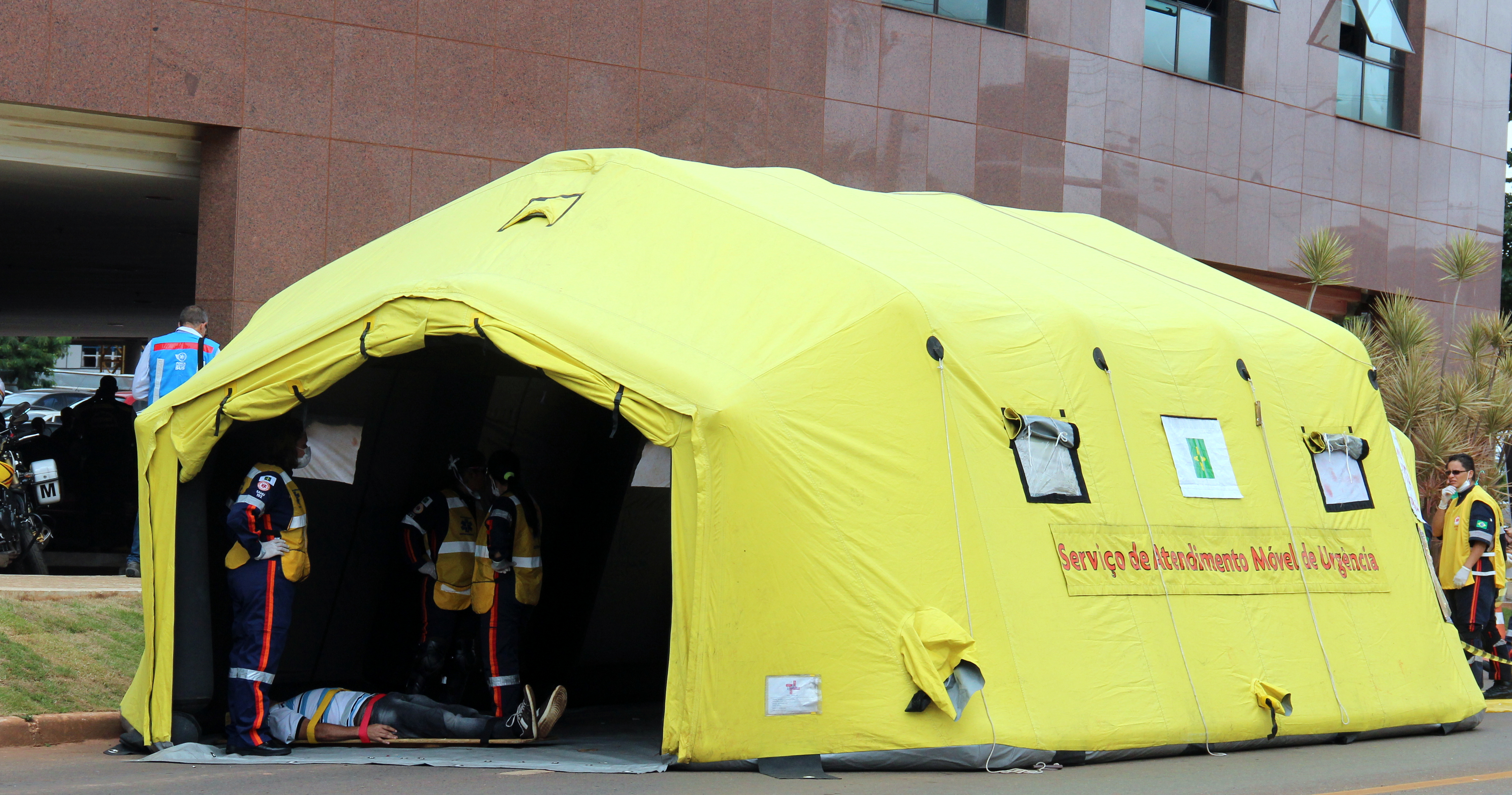
Atendimento de campanha

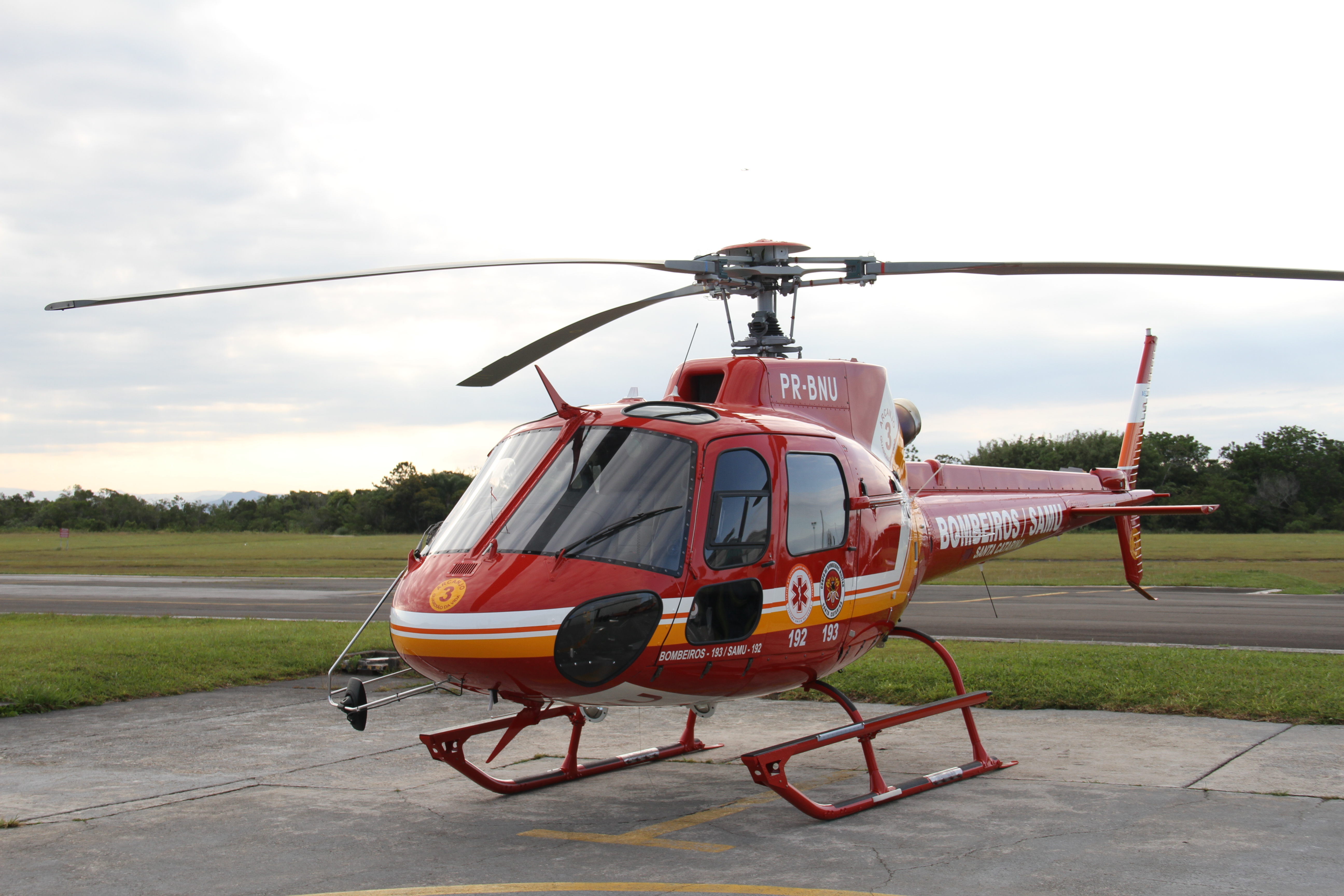
Helicóptero Airbus H125 do Corpo de Bombeiros de Santa Catarina usado em conjunto com os serviços do SAMU.

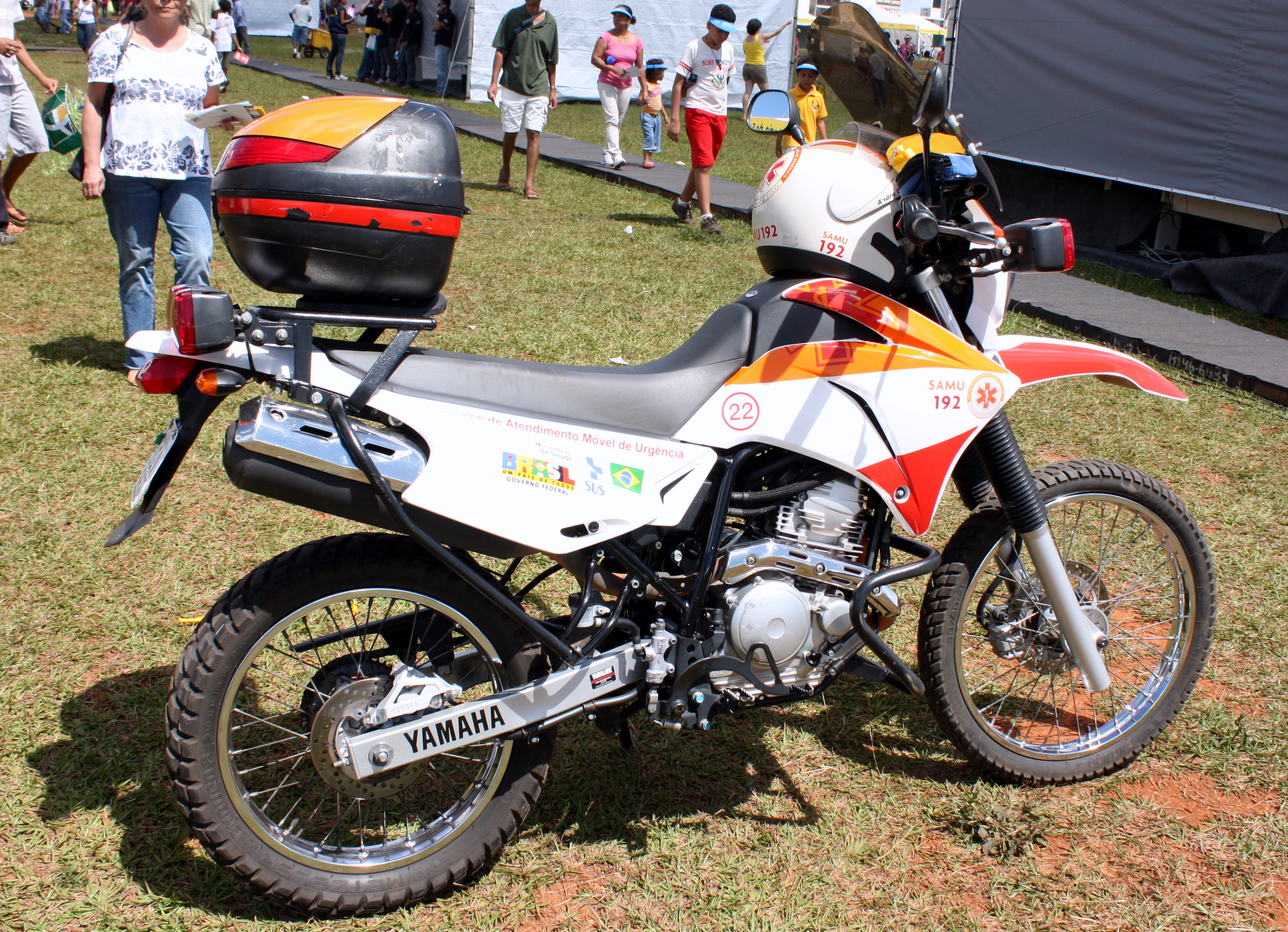
As motolâncias são usadas para atendimento pré-hospitalar móvel

## História
Os serviços de atendimento pré-hospitalar móvel, denominados Serviços de Atendimento Móvel de Urgência (SAMU), e acionados por telefonia de discagem rápida (número 192), conhecidos como SAMU 192, foram normatizados no Brasil a partir de 2004 pelo decreto presidencial do governo Lula, nº 5.055, de 27 de abril de 2004. Caracterizam-se por prestar socorro às pessoas em situações de agravos urgentes, nas cenas em que esses agravos ocorrem, garantindo atendimento precoce, adequado ao ambiente pré-hospitalar e ao acesso ao Sistema de Saúde.
O SAMU 192 não se caracteriza apenas por ser um serviço de atendimento pré-hospitalar móvel mas por ser um serviço complexo, onde uma central de regulação de urgência e emergência composta por médicos reguladores atende toda a demanda do sistema telefônico 192 e define uma hipótese diagnóstica e a complexidade, assim como a prioridade do atendimento, podendo ser fornecida apenas uma orientação médica ou, se necessário, um recurso mais complexo, liberando-se as diferentes viaturas - suporte básico ou suporte avançado. 
Após o atendimento do paciente, também será definido o destino do paciente podendo ser uma unidade de pronto atendimento (UPA) ou um hospital terciário. Assim, esse serviço de atendimento móvel foi criado para organizar os diferentes níveis de situações de saúde, encaminhando os quadros de menor complexidade ou fase diagnóstica ou ainda de uma situação de estabilização clínica para UPAs, e os quadros de maior complexidade, que necessitam de especialidades (politraumatizados, infartos, trauma de crânios, acidentes vasculares encefálicos, abdome agudo), para hospitais.
Assim, antes da criação do SAMU, os serviços de urgência, principalmente os serviços terciários, estavam, frequentemente, lotados, com todos os quadros de saúde possíveis em uma mesma unidade, num mesmo pronto-socorro, causando uma superlotação desorganizada. Evolui-se então para serviços mais organizados quanto ao perfil da doença e do doente. Entretanto, a superlotação continua progressivamente aumentando. 
Com a modificação do perfil epidemiológico da morbimortalidade devido ao crescimento das causas externas, esses atendimentos ganham maior relevância, causando forte impacto ao setor saúde e sua resposta a tal demanda é fundamental para minimizar as sequelas decorrentes desse quadro.
Com a organização das gravidades e complexidades, conseguimos visualizar melhor que, realmente, existe a necessidade de mais leitos hospitalares. Infelizmente, o investimento financeiro não é suficiente para o aumento dos hospitais e seus respectivos leitos, mantendo o atendimento de urgência e emergência caótica em todo o País.
O projeto SAMU 192 foi o primeiro produto do Plano Nacional de Atenção às Urgências (PNAU) criado pelo Governo Federal em 2003 e existe recurso financeiro para a manutenção dos serviços. Durante esse processo, foi definido que esse custeio seria tripartite, sendo 50% do Governo Federal, 25% do Governo do Estado e 25% dos municípios. Entretanto, alguns serviços têm 50% do Governo Federal e o Estado assume o restante do custeio. Infelizmente, alguns serviços têm o custeio do Governo Federal e os municípios acabam tendo que arcar com o custeio do restante do serviço, sem nenhum apoio do Governo Estadual, dificultando a regionalização do SAMU 192 e da participação de cidades menores de 50 000 habitantes conseguirem custearem proporcionalmente a sua parte dentro do grupo de cidades regionalizadas.

## O Serviço

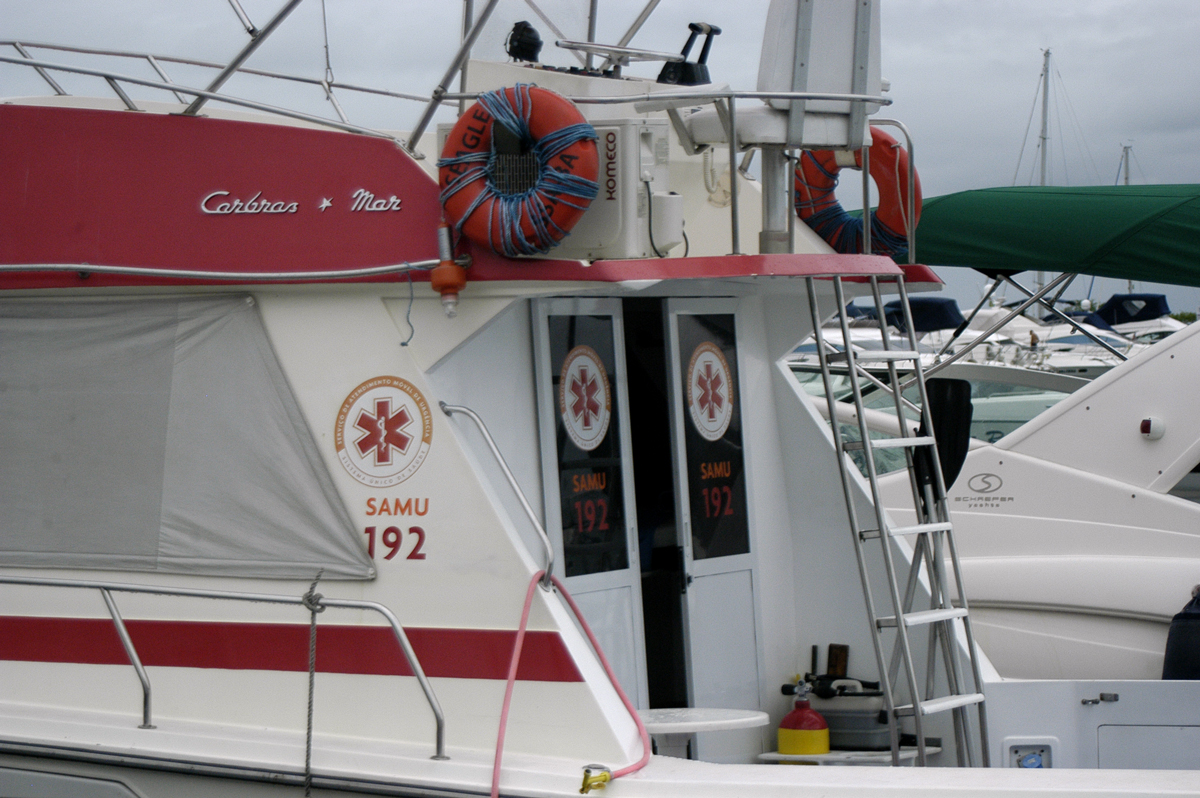
Unidade de socorro aquático do SAMU na cidade de Salvador

Em 2003, o Governo Federal cria o Plano Nacional de Atenção às Urgências, iniciando um projeto tripartite (Governo Federal, Estadual e Municipal) com custeio financeiro no Sistema de Urgência e Emergência mas iniciando pelo Sistema SAMU 192. A portaria nº 1 864/GM em 29 de setembro de 2003 tenta dimensionar o número de viaturas e equipes, relacionado a população da cidade.  
Em 2005, o SAMU-192 funcionava em 784 municípios brasileiros de 25 Estados, com 101 centrais de regulação, atuando com equipes especializadas, em sintonia com centrais de controle de leitos nos hospitais. Seu atendimento pode ser do tipo primário, quando oriundo do cidadão, ou do tipo secundário, também conhecido como remoção, quando a solicitação parte do serviço de saúde onde o paciente já tenha recebido os primeiros cuidados para estabilização do quadro de urgência ou emergência, mas necessite ser conduzido a outro serviço de maior complexidade para a continuidade do tratamento.
Nesse serviço, é recomendado que se utilizem os dados de urgência e emergência na elaboração de uma base descritiva que possibilite a caracterização dos serviços de saúde e dos perfis epidemiológicos. Entretanto, isso é dificultado devido à inexistência de um instrumento oficial de armazenamento das informações das ocorrências atendidas.
Após o levantamento de dados, foi constatado que as solicitações de atendimento pelo SAMU ocorreram, em sua maioria, devido a agravos clínicos. Essa característica foi identificada em cidades brasileiras como: Campinas (65%) e Ribeirão Preto (54,9%) em São Paulo, Olinda em Pernambuco (57%) , e Porto Alegre, Rio Grande do Sul, com 64,8% do total de atendimentos. Os dados têm sintonia com os indicadores de morbidade e mortalidade e fatores de risco nacionais, que evidenciam que os agravos clínicos são os mais prevalentes e responsáveis por altos índices de doença e morte.
As ligações são atendidas por telefonistas que anotam dados do local da demanda, emergência médica ou acidente. Toda ligação é gravada. O caso então é passado ao médico que faz a regulação médica e este presta orientações relativas aos primeiros socorros e decide o tipo de ambulância a ser enviada (USA, USB ou VT).
Nas cidades brasileiras onde o serviço é disponibilizado, o telefone para solicitá-lo é o 192 (ligação gratuita). As ambulâncias do SAMU são divididas em viaturas:
- USA – Unidades de Suporte Avançado (UTIs móveis), usadas em casos mais graves;
- USB – Unidades de Suporte Básico;
- VT – Veículos de Transporte, são usadas em casos mais simples;
- VIR/VIM- Veículo de Intervenção Rápida (em alguns lugares, Veículo de Intervenção Médica), são viaturas 4x4 (geramente pickups ou SUV's) compostas por equipe médica e material para suporte avançado de vida, mais ágeis e com capacidade de acessar locais de difícil trânsito, onde a ambulância normal poderia demorar a chegar;
- Motolância: Veículos de intervenção rápida. Usada para fazer um pré-atendimento;
- Ambulancha: Unidade de Socorro Aquático;
- Helicóptero: Unidade de Socorro Aéreo.

### Quando se deve contatar o SAMU
- Na ocorrência de problemas cardio-respiratórios;
- Intoxicação exógena e envenenamento;
- Queimaduras graves;
- Na ocorrência de maus tratos;
- Trabalhos de parto em que haja risco de morte da mãe ou do feto;
- Em tentativas de suicídio;
- Crises hipertensivas e dores no peito de aparecimento súbito;
- Quando houver acidentes/traumas com vítimas;
- Afogamentos;
- Choque elétrico;
- Acidentes com produtos perigosos;
- Suspeita de infarto ou AVC (alteração súbita na fala, perda de força em um lado do corpo e desvio da comissura labial são os sintomas mais comuns);
- Agressão por arma de fogo ou arma branca;
- Soterramento/Desabamento;
- Crises convulsivas;
- Transferência inter-hospitalar de doentes graves;
- Outras situações consideradas de urgência ou emergência, com risco de morte, sequela ou sofrimento intenso.